# أمين الحماوي
أمين الحماوي (مواليد 17 ديسمبر 2003)، هو لاعب كرة قدم عراقي - سويدي محترف يلعب مع نادي فيسلا بلوك البولندي ومنتخب العراق تحت 23 سنة لكرة القدم.

## روابط خارجية
- أمين الحموي على موقع اتحاد السويد (السويدية)
- أمين الحموي على موقع قاعدة بيانات كرة القدم.إي يو (الإنجليزية)
- أمين الحموي على موقع ناشيونال فوتبول تيمز (الإنجليزية)
- أمين الحموي على موقع Soccerway.com (الإنجليزية)